# Magnus Ingesson
Bengt Magnus Ingesson (Luleå, 18 de febrero de 1971) es un deportista sueco que compitió en esquí de fondo.
Ganó una medalla de plata en el Campeonato Mundial de Esquí Nórdico de 2001, en la prueba de relevo. Participó en los Juegos Olímpicos de Salt Lake City 2002, ocupando el octavo lugar en la prueba de 15 km.

## Palmarés internacional
| Campeonato Mundial | Campeonato Mundial | Campeonato Mundial | Campeonato Mundial |
| Año                | Lugar              | Medalla            | Prueba             |
| ------------------ | ------------------ | ------------------ | ------------------ |
| 2001               | Lahti (Finlandia)  | Medalla de plata   | Relevo 4 × 10 km   |